# Aeroporto di Gurney
L'aeroporto di Gurney (IATA:GUR; ICAO:AYGN) è un aeroporto posto nei pressi di Alotau nella Papua Nuova Guinea. L'aeroporto è una struttura aeronautica generale a pista singola. Inoltre nel dicembre 2008, il ministro dei trasporti e dell'aviazione civile del PNG, Don Polye ha annunciato che la compagnia aerea Skyworld aveva il permesso di operare voli diretti da Cairns, Australia a Gurney.

## Storia
Costruito dal 96º Reggimento di servizio generale dell'Esercito degli Stati Uniti, dalla compagnia E del 46º Reggimento di servizio generale degli ingegneri e dal numero 6 di Mobile Works Squadron RAAF durante la seconda guerra mondiale. Composto da due piste parallele con la prima pista di 1.800 m di lunghezza per 46 m di larghezza con superficie di bitume e la seconda pista di 1.630 m di lunghezza 30 m di larghezza con superficie di Marston opacizzante. Le piste di rullaggio e i rivestimenti si estendevano su entrambi i lati delle piste. Conosciuto come Aerodrome Fall River e N ° 1 Strip. L'aeroporto fu chiamato Gurney Field il 14 settembre 1942 in onore del comandante della Royal Air Force Squadron australiana C.R. Gurney, che fu ucciso in un incidente aereo.
L'aeroporto fu riaperto all'inizio del 1966, come parte della politica coloniale australiana di avere ciascuno dei capoluoghi di provincia serviti da voli giornalieri. Un certo numero di altri aeroporti della Seconda Guerra Mondiale sono stati riaperti nell'area. Diverse compagnie aeree hanno quindi operato quotidianamente servizi di trasporto passeggeri e merci a Gurney, utilizzando aeromobili sempre più grandi.